# Grupo Santander
Банко Сантандер, Grupo Santander — крупнейшая финансово-кредитная группа в Испании. Помимо Испании Santander занимает одно из ведущих мест в Великобритании и в ряде стран Латинской Америки, также представлена в США. Ключевой структурой группы является Banco Santander. Штаб-квартира — в городе Сантандере (Кантабрия).

## История
Современная банковская группа является результатом многочисленных слияний и поглощений, наиболее значимым из которых было объединение в 1999 году Банко Сантандер и Banco Central Hispano, первого и третьего крупнейших банков Испании соответственно.
Банко Сантандер был основан королевским указом Изабеллы II в 1857 году в Сантандере с целью финансирования торговли между Испанией и Латинской Америкой. К началу Первой мировой войны банк занял одно из ведущих мест в Испании. С 1909 года в руководстве банка появились представители семьи Боти́н, к 1990-м годам сделавшие его крупнейшим финансовым институтом страны, в основном усилиями Эмилио Ботина (англ. Emilio Botín), возглавившего банк в 1986 году.
Banco Central был основан в Мадриде 6 декабря 1919 года и занимался финансированием зарождавшейся в Испании промышленности, в основном угледобывающей, сталелитейной, кораблестроительной и картоно-бумажной. Великая депрессия в США оказала существенное влияние на финансовый сектор Испании, однако Banco Central не только устоял, но и существенно расширил свою деятельность за счёт поглощения менее успешных конкурентов. Когда Банк Испании в 1931 году был сделан национальным банком, Banco Central взял на себя его коммерческую деятельность. К концу Второй мировой войны банк вошёл в пятёрку крупнейших банков Испании и принял деятельное участие в послевоенном восстановлении промышленности страны; представители банка вошли в состав правления большинства компаний, которые финансировались Banco Central. При участии банка в 1960-х годах была реконструирована гидроэлектростанция Saltos del Sil, появились первая частная нефтяная компания Compania Espanola de Petroleos S.A. и крупнейшая строительная компания Испании Dragados y Construcciones S.A. За экономическим подъёмом в 1960-х годах последовал спад в 1970-х и Banco Central вновь начал скупать обанкротившихся конкурентов, за период с 1970 по 1975 год удвоив число отделений (до тысячи) и ещё больше увеличив своё присутствие в промышленности. К 1980 году Banco Central стал крупнейшим банком Испании, однако под руководством Альфонсо Эскамеса (англ. Alfonso Escámez), возглавлявшим банк с 1973 по 1992 год, оставался консервативным и не готовым к либерализации финансового рынка во второй половине 1980-х годов. Для сохранения позиций, банк в 1991 году объединился с Banco Hispano Americano. Этот банк был основан в 1900 году и долгое время входил в число крупнейших банков Испании, однако неудачные приобретения в начале 1980-х годов значительно его ослабили. Объединённый банк, получивший название Banco Central Hispano, возглавил Анхель Коркостеги (Angel Corcostegui), который начал с сокращения численности сотрудников на 10 тысяч и уменьшения числа отделений на 20 %.
В 1994 году Banco Santander взял под контроль банк Banesto, окончательно поглотив его в 2012 году. В 1999 году было объявлено о слиянии Banco Santander с Banco Central Hispano. Образовавшийся в результате Banco Santander Central Hispano возглавил Коркостеги, число сотрудников превышало 100 тысяч, а количество отделений — 6200. 

### Слияния и поглощения
Только за 1985—2010 годы группа потратила на поглощения $70 млрд.
В 2004 году Santander приобрела за £9 млрд британский банк Abbey National, в 2008 году вместе с купленными Alliance & Leicester и Bradford & Bingley он образовал подразделение Santander UK, пятый крупнейший банк Великобритании с более чем 1000 отделений. В 2007 году в консорциуме с Royal Bank of Scotland и Fortis был куплен нидерландский банк ABN Amro, в состав Grupo Santander вошли его итальянские и бразильские отделения; для партнёров по консорциуму, в отличие от Santander, эта покупка обернулась крупными убытками.
В июле 2010 года банк купил у шведского банка SEB за 555 млн евро 173 отделения в Германии, а в августе того же года купил в Великобритании 318 отделений у Royal Bank of Scotland и выкупил автокредиты на сумму $4,3 млрд у HSBC.

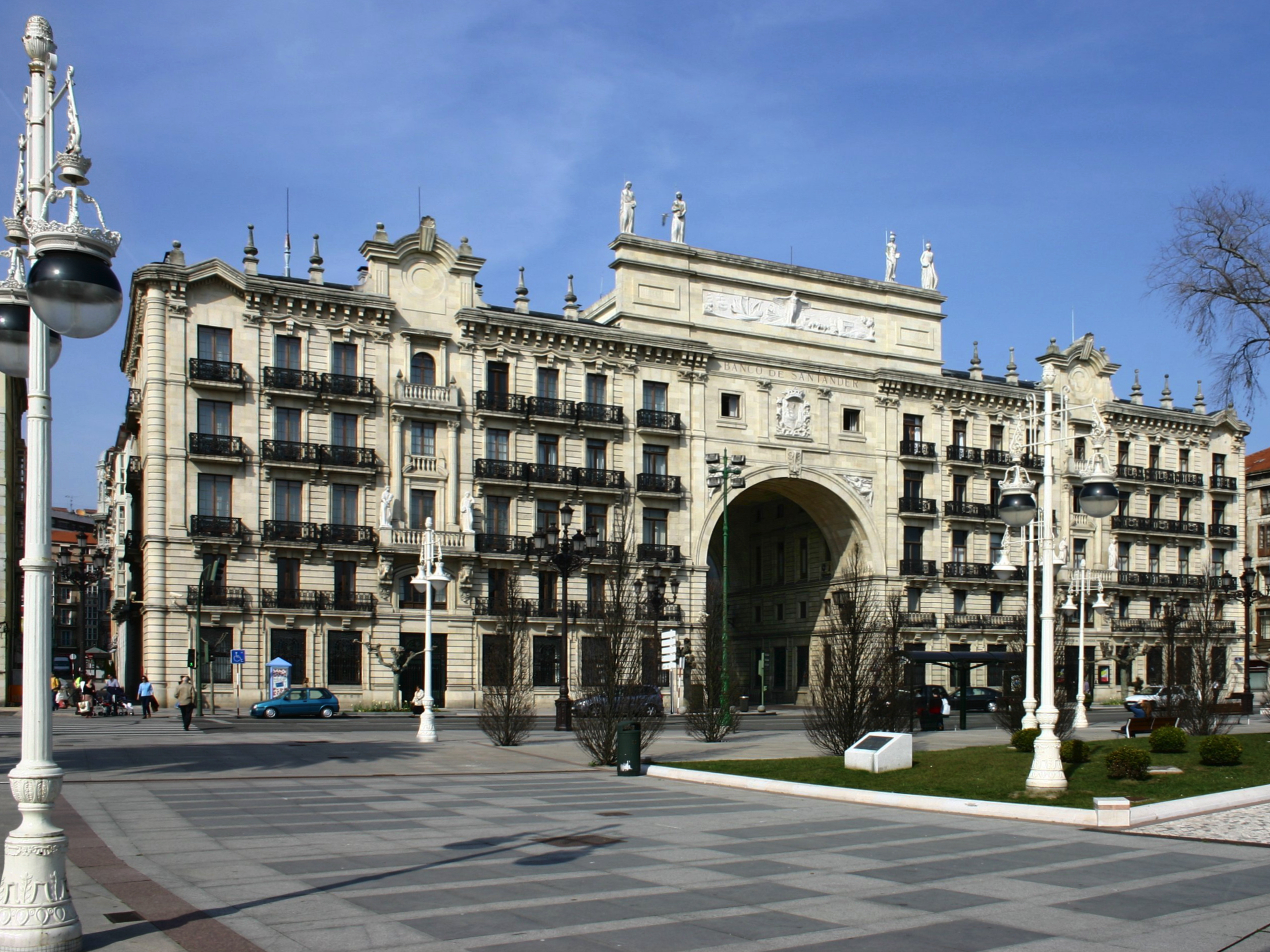
Штаб-квартира в Сантандере

В сентябре 2010 года Santander объявил о покупке у Allied Irish Banks (AIB) 70%-ную долю в капитале польского Bank Zachodni WBK (пятого по размеру активов в стране) за 4,2 млрд евро.

## Собственники и руководство
Значительную часть своей истории Banco Santander находился в собственности семьи Ботин, однако в результате объединений и поглощений их доля сократилась до 2 %. Значимыми акционерами (более 3 %) являются BlackRock (5,64 %), The Vanguard Group (3,99 %), Norges Bank Investment Management (3,2 %), Dodge & Cox (3,13 %), Amundi (3,06 %). Членам совета директоров в сумме принадлежит около 0,4 % акций, ещё 0,8 % акций являются казначейскими..
Руководство группой Santander осуществляет совет из 15 директоров, каждый из которых назначается собранием акционеров на 3-летний срок. Из числа директоров избирается председатель совета директоров, четыре вице-председателя и главный исполнительный директор (CEO).
- Ана Ботин — председатель совета директоров банка с 2014 года, член совета директоров с 1989 года, с 1981 по 1989 год работала в JP Morgan Chase. Также является членом совета директоровThe Coca-Cola Company[1]. До неё пост председателя правления Banco Santander занимали последовательно её прадед (1909—1950), дед (1950—1986) и отец (1986—1999, 2002—2014), все по имени Эмилио[4], её брат является одним из директоров[13].
- Эктор Гризи Чека (’’Héctor Grisi Checa’’, род. в 1966 году) — главный исполнительный директор с января 2023 года, в компании с 2015 года[1][14].

## Деятельность
По состоянию на 2023 год группа обслуживала 165 млн клиентов, из них 46 млн в Европе (16 млн в Испании, 22 млн в Великобритании), 73 млн в Южной Америке (62 млн в Бразилии), 25 млн в Северной Америке (21 млн в Мексике). Сеть банка насчитывала более 8500 отделений. В группе работало 213 тыс. человек, из них 35 тыс. в Испании, 58 тыс. в Бразилии, 31 тыс. в Мексике, 24 тыс. в Великобритании, 13 тыс. в Польше и 13 тыс. в США.
Grupo Santander на 2020 год состояла из более чем 780 компаний, на главную из них, Banco Santander, приходится около трети активов (тем не менее, название Banco Santander часто применяется ко всей группе). Подразделения по состоянию на 2023 год:
- Европа — Испания, Великобритания, Португалия (Banco Santander Totta, S.A.) и Польша, выручка — 21,4 млрд евро, чистая прибыль — 5,5 млрд евро, активы — 955 млрд евро;
- Южная Америка — Бразилия, Аргентина, Чили, Колумбия, Перу и Уругвай; выручка — 18,0 млрд евро, чистая прибыль — 3,0 млрд евро, активы — 325 млрд евро;
- Северная Америка — США и Мексика, выручка — 13,2 млрд евро, чистая прибыль — 2,4 млрд евро, активы — €295 млрд евро;
- Цифровой потребительский банк —  дочерняя компания Santander Consumer Finance, включающая структуры Openbank[англ.] и Open Digital Services, предоставляет кредиты на покупку автомобилей и электроники, основными рынками являются Германия, Франция, страны Скандинавии, Испания и Италия; выручка —5,5 млрд евро, чистая прибыль — 1,2 млрд евро.

Функциональное деление:
- Розничный банкинг — выручка в 2023 году составила 45,3 млрд евро, чистая прибыль — 7,4 млрд евро.
- Корпоративный и инвестиционный банкинг — выручка составила 8,3 млрд евро, чистая прибыль — 3,1 млрд евро.
- Управление активами и страхование — активы под управлением составили 460 млрд евро, выручка составила 3,4 млрд евро, чистая прибыль — 1,6 млрд евро[1].

По состоянию на 2023 год активы Grupo Santander составили 1,797 трлн евро, из них 1,036 трлн пришлось на выданные кредиты. Объём принятых депозитов составил 1,047 трлн евро.
Выручка за 2023 год составила 57,4 млрд евро, основными рынками были Бразилия (12,6 млрд), Испания (8,6 млрд), США (7,3 млрд), Великобритания (6,6 млрд), Мексика (6,0 млрд), Польша (3,6 млрд), Чили (2,2 млрд), Португалия (2,1 млрд), Аргентина (1,6 млрд), Германия (1,6 млрд), Франция (1,2 млрд). Чистый процентный доход  составил 75 % выручки.
В списке крупнейших публичных компаний мира Forbes Global 2000 за 2023 год Grupo Santander заняла 49-е место.
В 2023 году Banco Santander занял 110-е место среди крупнейших инвестиционных компаний мира по размеру активов под управлением ($201 млрд ).
|                     | 2001…  | 2006…  | 2011  | 2012  | 2013  | 2014  | 2015  | 2016  | 2017  | 2018  | 2019  | 2020   | 2021  | 2022  | 2023  |
| ------------------- | ------ | ------ | ----- | ----- | ----- | ----- | ----- | ----- | ----- | ----- | ----- | ------ | ----- | ----- | ----- |
| Оборот              |        | 21,94… | 43,64 | 44,26 | 39,67 | 42,61 | 45,90 | 44,23 | 48,36 | 48,42 | 49,23 | 44,28  | 46,40 | 52,12 | 57,42 |
| Чистая прибыль      | 2,177… | 8,246… | 6,077 | 3,051 | 5,329 | 6,935 | 7,334 | 6,204 | 6,619 | 7,810 | 6,515 | -8,771 | 8,124 | 9,605 | 11,08 |
| Активы              | 367,3… | 833,9… | 1251  | 1270  | 1116  | 1266  | 1340  | 1339  | 1444  | 1459  | 1523  | 1508   | 1596  | 1734  | 1797  |
| Собственный капитал | 29,94… | 44,85… | 74,41 | 71,80 | 70,33 | 80,81 | 88,04 | 102,7 | 106,8 | 107,4 | 110,7 | 91,32  | 97,05 | 97,59 | 104,2 |

## Спонсорство

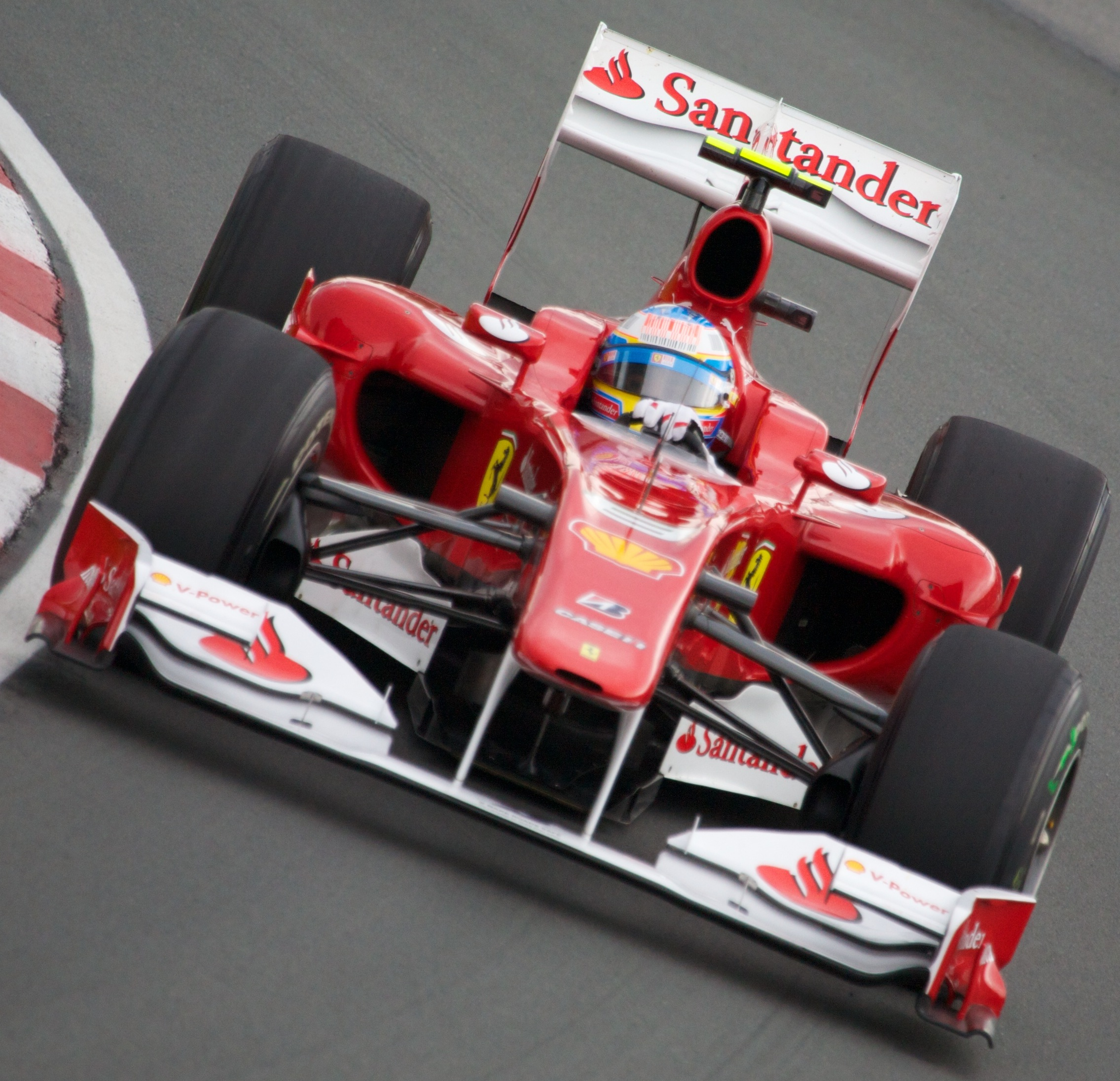
Логотипы Santander на болиде Ferrari

Santander выступает в качестве титульного спонсора Гран-при Китая, Гран-при Испании, Гран-при Германии и Гран-при Великобритании, а также является партнером таких команд, как McLaren и Scuderia Ferrari в Формуле-1.
В сентябре 2007 года группа объявила о своём титульном спонсорстве главного клубного футбольного турнира в Южной Америке — Кубка Либертадорес, начиная с 2008 года. Ранее турнир спонсировала японская Toyota.